# Dübwischgraben
El Dübwischgraben és un riu de l'estat d'Hamburg (Alemanya). Neix a l'aiguamoll del Vieloh al nucli de Schnelsen i desemboca al Kollau al mateix nucli, a l'estany Kollauteich.
Fotos d'amunt a avall

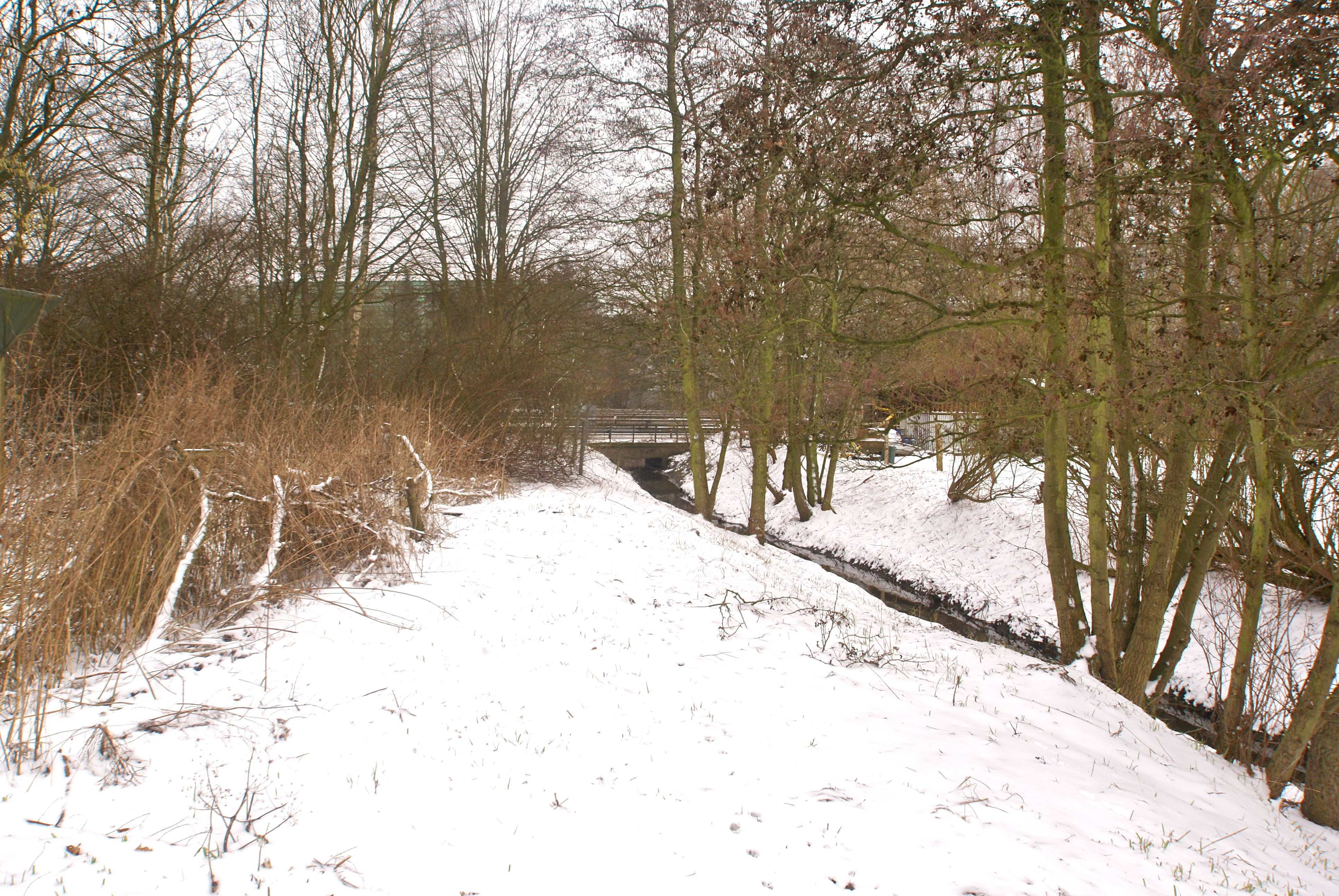
El rierol abans de desaparèixer sota l'autopista E45
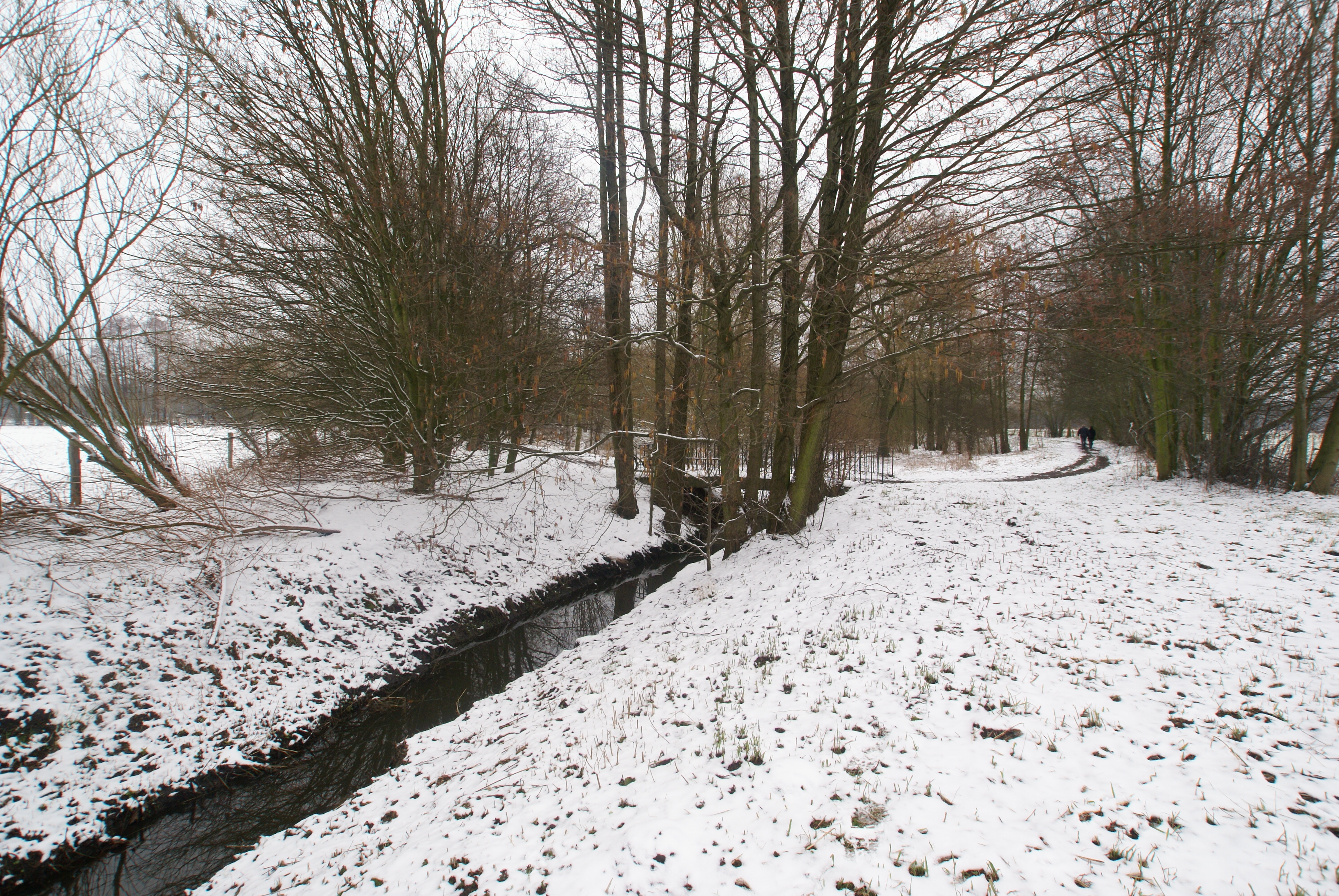
La vall del Dübwischgraben d'hivern
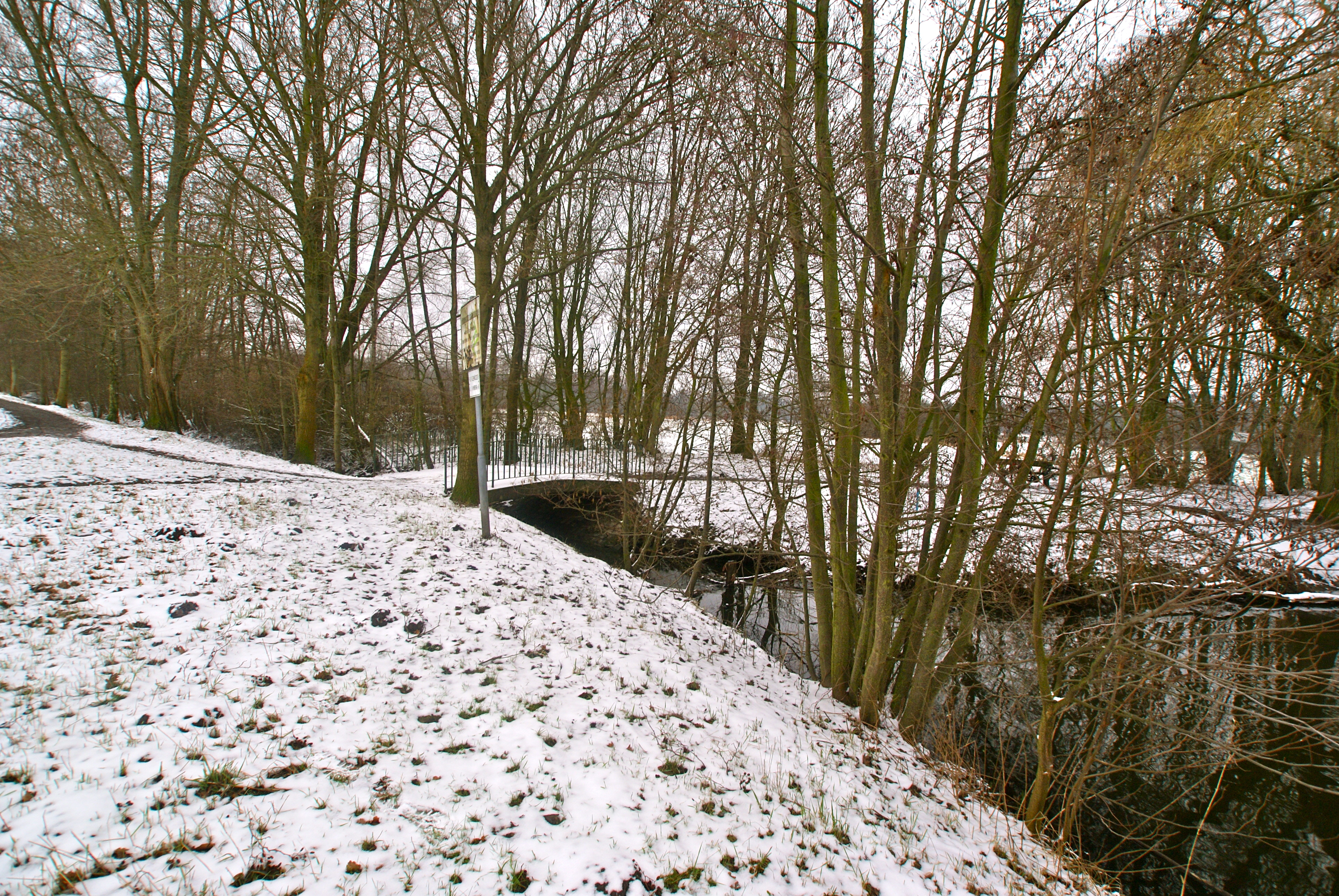
El Dübiwischgraben flueix a l'estany Kollauteich